# Payton Pritchard
Payton Michael Pritchard (ur. 28 stycznia 1998 w Tualatin) – amerykański koszykarz, występujący na pozycji rozgrywającego, obecnie zawodnik Boston Celtics.
W 2014 i 2015 zdobył srebrne medale podczas turnieju Adidas Nations. W 2015 i 2016 został wybrany najlepszym zawodnikiem szkół średnich stanu Oregon (Oregon Gatorade Player of the Year). W 2016 wystąpił w meczu wschodzących gwiazd Nike Hoop Summit.

## Osiągnięcia
Stan na 4 grudnia 2020, na podstawie, o ile nie zaznaczono inaczej.
NCAA
- Uczestnik rozgrywek:
  - NCAA Final Four (2017)
  - Sweet 16 turnieju NCAA (2017, 2019)
- Mistrz:
  - turnieju konferencji Pac-12 (2019)
  - sezonu regularnego Pac-12 (2017, 2019)
- Laureat:
  - Lute Olson Award (2020)[4]
  - Bob Cousy Award (2020)[5]
- Koszykarz roku Pac-12 (2020)[6]
- Most Outstanding Player (MOP=MVP) turnieju konferencji Pac-12 (2019)
- Zaliczony do:
  - I składu:
    - All-American (2020)
    - Pac-12 (2020)
    - turnieju:
      - Battle 4 Atlantis (2019)
      - Pac-12 (2019)

  - II składu Pac-12 (2018)
- Zawodnik tygodnia:
  - NCAA (15.12.2019 według USBWA)
  - Pac-12 (16.12.2019, 24.02.2020)

Reprezentacja
- Brązowy medalista mistrzostw świata U–19 (2017)
- Mistrz USA U–18 3x3 (2015)
- Uczestnik mistrzostw świata U–18 3x3 (2015 – 8. miejsce)
- Zaliczony do I składu mistrzostw świata U–19 (2017)